# Cladodromia stigmatica
Cladodromia stigmatica är en tvåvingeart som beskrevs av Collin 1933. Cladodromia stigmatica ingår i släktet Cladodromia och familjen dansflugor. Inga underarter finns listade i Catalogue of Life.